# Otón I, conde de Scheyern
Otón I, conde de Scheyern (algunos autores lo llaman Otón II de Scheyern; c. 1020 - antes del 4 de diciembre de 1072) fue el ancestro más antiguo de la Casa de Wittelsbach, cuya relación con la casa se puede verificar adecuadamente.

## Vida
Posiblemente era un hijo menor de Enrique I, Conde de Pegnitz, y una hija desconocida de Kuno I, Conde de Altdorf. Fue nombrado Vogt de Freising en Baviera. Un documento de 1073 lo llama Comes de Skyrun, es decir, Conde de Scheyern. Otón I murió el 4 de diciembre de 1072 mientras estaba en peregrinación a Jerusalén.

### Matrimonios e hijos
Otón se casó dos veces. Su primera esposa era de Sajonia, pero su nombre de pila no se ha conservado. Con su primera esposa tuvo 2 hijos:
- Eckhard I.
- Bernardo I, Conde de Scheyern (m. 2 de marzo de 1104).

Alrededor de 1057, se casó con Haziga de Diessen, hija del conde Federico de Diessen. Con su segunda esposa, tuvo 2 hijos:
- Otón II (m. 31 de octubre de 1120).
- Arnold I, Conde de Scheyern y Conde de Dachau (m. hacia 1123).